# Выговские
Выго́вские (укр. Виговські) — украинский казацко-старшинский и шляхетский род герба «Абданк», возможно происходящий от князей Глинских, состоявший в подданстве Речи Посполитой, Царства Польского, Малороссийских губерний Российской империи и Королевства Галиции и Лодомерии в Австрийской империи, а затем в Австро-Венгерской империи.
- Фамилия произошла от названия села Выгов в Киевском воеводстве.

## История
В XVI веке род разделился на несколько ветвей, писавшихся с прибавлением разных прозвищ, например: Ралченко, Яденко, Ларионович, Семененко и др. Из них ныне[когда?] существуют четыре ветви: Выговские-Лучицы, Выговские-Ларионовичи и две ветви без придаточного прозвища. Некоторые ветви этого рода были православными ещё в середине XVIII века.
Иван Остафьевич Выговский после смерти Хмельницкого был избран гетманом Войска Запорожского. Его брат Даниил женился на дочери Богдана Хмельницкого и был назначен Быховским полковником. Родственники их, полковник Василий, Илья и Юрий Выговские, сосланы в 1659 г. в Сибирь. В восстании Хмельницкого участвовали многие из Выговских. Они составляли отряды, разоряли помещичьи имения и истребляли самих владельцев.
Александр Выговский был референдарием великого князя Литовского и епископом луцким (1703—1714). Иосиф († в 1730 г.), епископ мстиславский, с 1714 г. владыка луцкий, был сторонником унии. Ветвь Лучиц-Выговских внесена в VI часть родословной книги Волынской и Подольской губерний, ветвь Ларионовичей-Выговских — в I часть родословной книги Волынской губернии, а две остальные ветви — в VI часть родословной книги Киевской и Подольской губерний.

## Архивные документы
- Архив Юго-Западной России, часть 4, том 1
- О происхождении шляхетских родов
- Выговский Самуил Лазаревич, 1651 г. — стр. 104
- Иван Кириченко-Выговский, козацкий судья, 1696 год, с.338, 455
- Ян Выговский, 1686—1688 гг., с 243—244
- Иван Выговский, 1619 год, стр.
- Самуил Выговский, упоминается в 1692, в 1695—1713 староста луцкого братства, с.32
- Лука Выговский, 1670, с.32
- Яков Выговский, помянник луцкого братва, 1677, с.32
- Иван Выговский, член львовского братства, с.32
- Даниил Выговский, полковник Быховский, женат на Елене, дочери Богдана Хмельницкого, брат гетмана Ивана Остафьевича, с.49
- Константин Выговский, полковник Туровский, с.49
- Федор Выговский, с.49
- Самуил Выговский, с.49
- Самуил Лазаревич Нагорненко-Выговский, во времена Хмельницкого составил отряд из Выговских и их соседей шляхтичей Васьковских и разорял помещичьи имения, с.50
- В его отряде Криштоф Выговский, козацкий старшина и сотник, жена Марина Ласковна, с.50
- Иван Кириченко Выговский, судья в козацком войске в 1683—1694, с.